# Raión de Korocha
El raión de Korocha (ruso: Короча́нский райо́н) es un distrito administrativo y municipal (raión) ruso perteneciente a la óblast de Bélgorod. Se ubica en el centro de la óblast. Su capital es Korocha.
En 2021, el raión tenía una población de 35 883 habitantes.
El raión incluye en su territorio parte de la periferia nororiental de la capital regional Bélgorod.

## Subdivisiones
Comprende 128 localidades, agrupadas en veintitrés ayuntamientos, que son el de la ciudad de Korocha (la capital) y los siguientes veintidós asentamientos rurales:
- Alekséyevka
- Ánnovka
- Afanásovo
- Bejteyevka
- Bolshaya Jalan
- Bubnovo
- Zhigailovka
- Záyachye
- Korótkoye
- Koshchéyevo
- Lomovo
- Mélijovo
- Nóvaya Slobodka
- Plóskoye
- Plotavets
- Pogorélovka
- Popovka
- Projodnoye
- Sokolovka
- Sheino
- Shliajovo
- Yáblonovo